# Индастриал-техно
Индастриал-техно (англ. industrial techno) — поджанр техно, сформированный на территории Великобритании в начале 1990-х годов частично из культуры индастриал-дэнса. Для стиля характерен суровый и шумный звук, вдохновлённый эстетикой ранних индастриал-музыкантов, в частности коллективов Throbbing Gristle и Cabaret Voltaire. Серьёзное влияние на формирование и развитие индастриал-техно оказал также американский музыкальный лейбл Wax Trax!.
К одним из наиболее ранних музыкальных проектов в жанре относят группу Final Cut, образованную Джеффом Миллзом и Энтони Сроком в конце 1980-х. Их дебютный индастриал-техно-альбом 1989 года Deep Into the Cut журнал The Wire отмечает как «знаменательный момент в слиянии классической индустриальной эстетики и зарождающегося звучания детройтского техно».
В начале 2010-х годах жанр пережил возрождение. В числе лидеров возрождения называют музыкантов Blawan и Karenn. Среди других представителей стиля прессой упоминаются Cut Hands, Хелен Гауфф, Surgeon, Майкл Форшоу, Майк Бэнкс, Джефф Миллс и Forward Strategy Group. По мнению Люка Тёрнера, редактора газеты The Guardian, лейбл Perc Trax играет важную роль в возрождении индастриал-техно и привлечения к нему новой аудитории. Некоторых исполнителей возрождения впоследствии критиковали за то, что новая музыка в жанре «звучит старо, что она слишком обязана звуку, придуманному и основательно исчерпавшему себя в 90-е годы», но несмотря на это, всё равно отмечалось новаторство, происходящее из постдабстеп- и гэридж-сцены. В следствии чего, значительную популярность возрожденный стиль приобрёл среди слушателей постдабстеп-музыки.